# 恐龙羽衣甘蓝

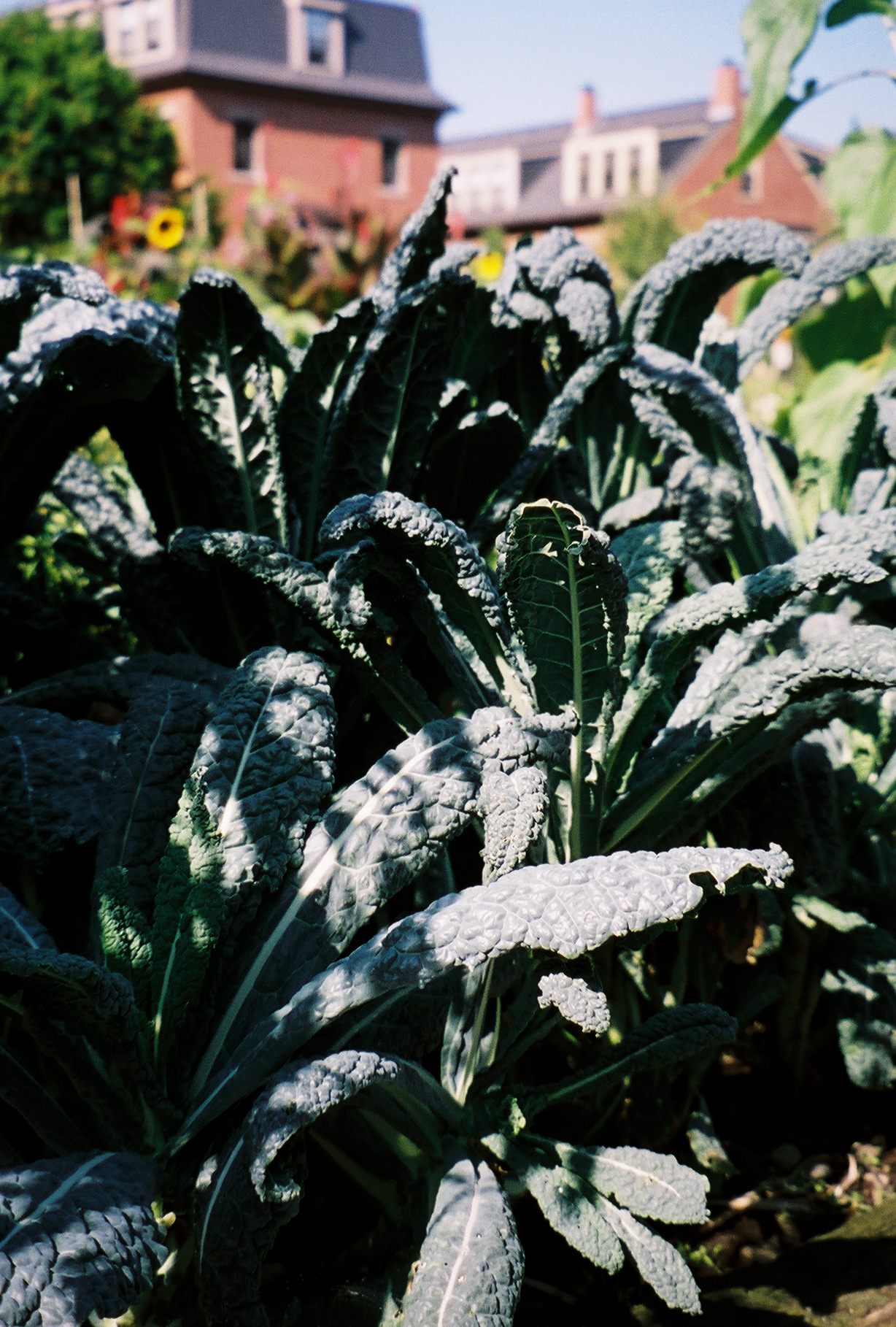

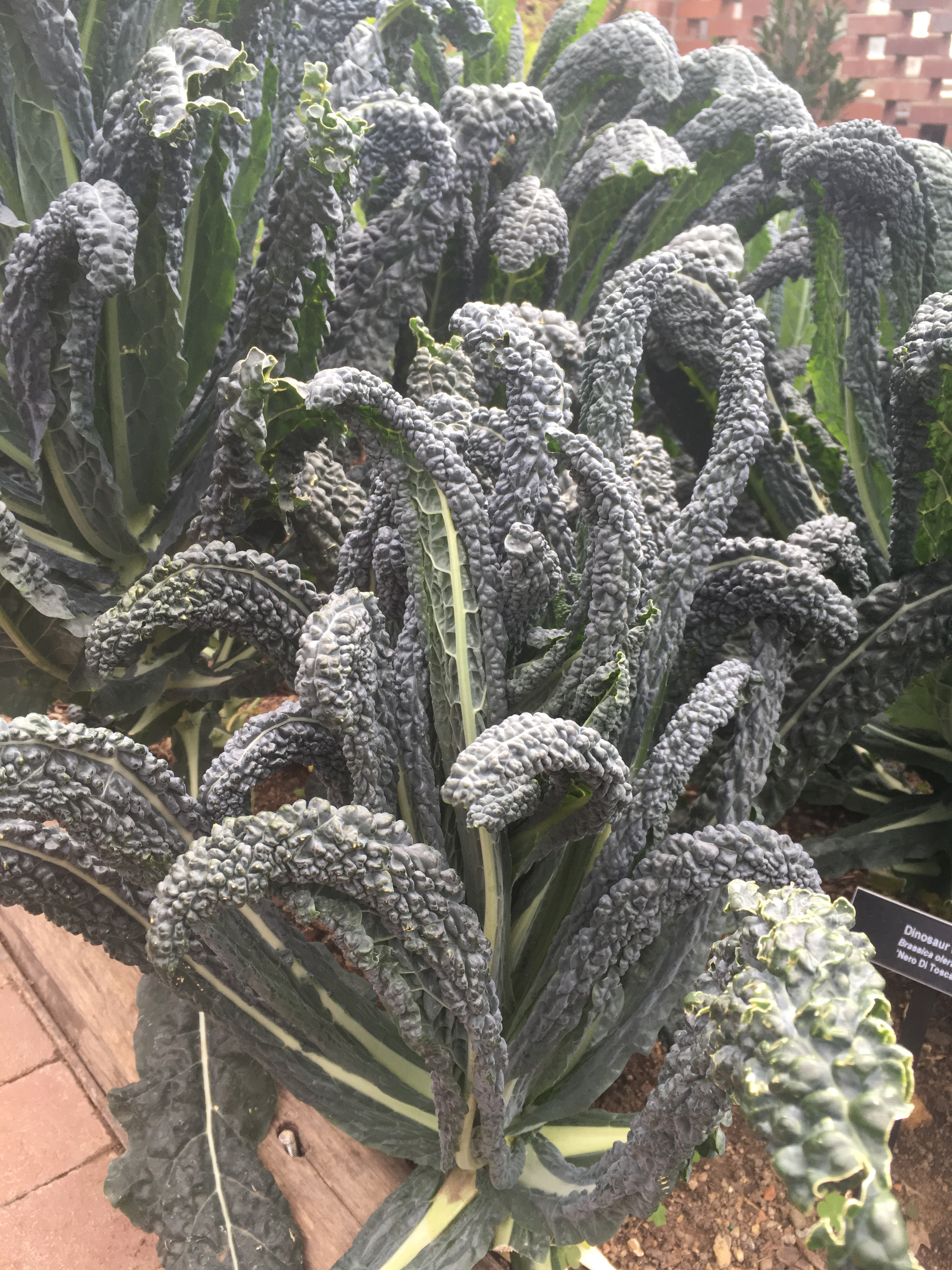

恐龙羽衣甘蓝（英語：Dinosaur Kale），又名拉齐纳多羽衣甘蓝（英語：Lacinato Kale），是羽衣甘蓝的一个品种，意大利菜肴传统食材，以其叶片纹理让人联想起恐龙的皮肤故名。

## 状貌
恐龙羽衣甘蓝可以生长至2到3英尺高，叶片颜色呈现深蓝绿色，有类似浮雕的纹理；口感较普通羽衣甘蓝更为甘脆。

## 种植
恐龙羽衣甘蓝的种植可以追溯到18世纪的意大利，因其颜色及肌理而深受园艺家们的喜爱。